# Georges Turcot
Pour l’article homonyme, voir Turcot.
Georges Turcot (13 septembre 1851-15 mars 1908) est un marchand et homme politique fédéral du Québec.

## Biographie
Né à Sainte-Marie-de-Beauce dans le Canada-Est, il étudie au Collège Sainte-Marie. Marié à Belzémire Rousseau, il est notamment le père de l'écrivaine Marie-Rose Turcot. Il a été maire de la communauté de Sainte-Julie-de-Somerset en 1892. 
Élu député du Parti libéral du Canada dans la circonscription fédérale de Mégantic en 1887, il fut défait en 1891 par le conservateur Louis-Israël Côté. Il revint en 1896 et est réélu en 1900. Il ne se représente pas en 1904.